# مردی از سنگ
مردی از سنگ (به هندی: Pathar Ke Insan) فیلمی محصول سال ۱۹۹۰ و به کارگردانی شومو موکرجی است. در این فیلم بازیگرانی همچون وینود کانا، سری دوی، جکی شروف، پونام دیلون، سعید جعفری ایفای نقش کرده‌اند.